# Engelstalige opera
De geschiedenis van de Engelstalige opera begint in de zeventiende eeuw.

## Eerste opera's
De eerste Engelse opera's ontstonden eind zestiende eeuw als 'ballad-opera's, een opera met melodieën op bekende liedjes. The Beggar's Opera van John Gay is hier een van de bekendste voorbeelden van. 
Tegelijkertijd van het Franse masque naar Engeland, waar het snel populair werd. Het maakte gebruik van overdadige kostuums, en zeer realistische decorstukken. Inigo Jones was destijds de meest gevraagde en succesvolle ontwerper van Masque's, en zijn stijl was tot ruim in de negentiende eeuw zeer populair.
John Blow en Henry Purcell worden doorgaans gezien als de eerste Engelse opera-componisten. Purcell schreef steeds meer in de Italiaanse stijl, maar hield zich nog steeds aan de kaders van de semi-opera. Enkele bekende werken van hem zijn The Fairy Queen en Dido and Aeneas. Zijn doel was om opera een bekend en gevestigd medium te maken in Engeland, iets dat door zijn vroegtijdige dood niet is gelukt.

## 1800-1900
Na de dood van Purcell daalde de interesse in opera. Rond 1730 nam die weer wat toe, voornamelijk door de composities van Thomas Arne. Ook liet Arne Händel inzien dat er veel geld te verdienen was met grootschalige Engelse werken. Beide componisten schreven vele werken, vaak met succes. Ook John Frederick Lampe, geïnspireerd door Händel, schreef enkele succesvolle opera's. De populariteit van opera, zowel in het Engels als in andere talen, zette door. Vele Engelse componisten componeerden naar Italiaans model, en werden daarin geïnspireerd door Rossini en zijn opvolgers, de grote opera's van Meyerbeer en de epische stukken van Wagner.

## 1900-heden
In de twintigste eeuw ontwikkelde de Engelstalige opera steeds meer een eigen stijl, met werken van onder andere Ralph Vaughan Williams, Rutland Boughton en later Benjamin Britten. Echter waren buitenlandse invloeden nog steeds te merken, aangevoerd door succesvolle componisten als Richard Wagner, Pjotr Iljitsj Tsjaikovski en Richard Strauss. Een voorbeeld daarvan is Josef Holbrooke's The Cauldron of Annwn trilogie. De invloed van Wagner's Ring is terug te zien in het gebruik van leitmotiven en het mythische onderwerp. In de orchestratie zijn duidelijke invloeden van Strauss te zien. 
Andere succesvolle Britse componisten zijn Richard Bennett, Harrison Birtwistle, Peter Maxwell Davies en Oliver Knussen. Hedendaagse componisten zijn onder meer Thomas Adès en Charlotte Bray.
In de twintigste eeuw ontstond er ook een gevestigde Amerikaanse opera-traditie, met componisten als George Gershwin, Gian Carlo Menotti, en Carlisle Floyd als enkele hoogtepunten. Amerikaanse opera was vaak toegankelijker, in vergelijking met de Britse variant. Het maakte gebruik van herkenbare thema's en populaire muziekstijlen. Zo is er in Porgy and Bess veelvuldig gebruik gemaakt van jazz. 
Andere succesvolle Amerikaanse componisten waren Philip Glass, Mark Adamo, John Adams en Jake Heggie. Ook niet-Engelse componisten begonnen soms in het Engels te schrijven, zoals Igor Stravinsky met The Rake's Progress en Hans Werner Henze met We Come to the River.